# Volker Weidler
Volker Hermann Weidler (* 18. März 1962 in Heidelberg) ist ein ehemaliger deutscher Automobilrennfahrer.

## Karriere
Weidlers Motorsportkarriere begann 1982 in der Formel Ford 2000. Im nächsten Jahr fuhr er in der Formel 3, gewann sein viertes Rennen und wurde Dritter in der Deutschen Formel-3-Meisterschaft 1983, woraufhin er 1984 einen Platz im Werksteam von VW erhielt. In dieser Saison gewann er drei Rennen und wurde Zweiter der Meisterschaft hinter Kurt Thiim. 1985 gewann er den Meistertitel vor Kris Nissen. In diesem Jahr begann auch seine Zeit als Sportwagenfahrer. 1986 fuhr er außerdem in der Formel 3000 und in der Deutschen Tourenwagen-Meisterschaft.
1989 startete Weidler neben Christian Danner für das deutsche Rial-Team in der Formel 1. Er nahm vom Großen Preis von Brasilien bis zum Großen Preis von Ungarn an zehn Grand-Prix-Veranstaltungen teil, scheiterte aber stets in der Vorqualifikation und konnte sich nie für das eigentliche Training oder das Rennen qualifizieren. Erfolgreicher verlief die Saison 1990 in der japanischen Formel 3000, die er nach einem fünften und einem sechsten Rang sowie einem Sieg in Fuji als Sechster des Wettbewerbs beendete.
1991 feierte Volker Weidler seinen größten Erfolg im Rennsport. Zusammen mit Johnny Herbert und Bertrand Gachot gewann er auf dem Mazda 787B mit Wankelmotor das 24-Stunden-Rennen von Le Mans. Während des Rennens fiel Weidler ein Ohrstöpsel heraus; durch den extrem lauten, kreischenden Wankelmotor erlitt der Fahrer einen bleibenden Gehörschaden.
Im folgenden Jahr zog sich Weidler als Führender der japanischen Formel-3000-Meisterschaft wegen eines Tinnitus vom Motorsport zurück, denn als Folge litt er auch unter Gleichgewichtsstörungen. Seitdem arbeitet er als Geschäftsführer des elterlichen Dienstleistungsbetriebes in Weinheim.

## Statistik

### Karrierestationen
- 1982: Formel Ford
- 1983: Europäische Formel-3-Meisterschaft
- 1983: Deutsche Formel 3 (Platz 3)
- 1984: Europäische Formel-3-Meisterschaft
- 1984: Deutsche Formel 3 (Platz 2)
- 1984: Britische Formel-3-Meisterschaft (Platz 16)
- 1984: Formel 3 GP Macau (Platz 4)
- 1985: Sportwagen-Weltmeisterschaft (Platz 56)
- 1985: Formel 3 GP Monaco
- 1985: Deutsche Formel 3 (Meister)
- 1985: Formel 3 European Cup (Platz 3)
- 1985: Formel 3 GP Macau (Platz 7)
- 1986: All Japan Sports Prototype Championship (Platz 31)
- 1986: Sportwagen-Weltmeisterschaft (Platz 42)
- 1986: Deutsche Tourenwagen-Meisterschaft (Platz 2)
- 1986: Internationale Formel-3000-Meisterschaft
- 1987: All Japan Sports Prototype Car Endurance Championship (Platz 9)
- 1987: Sportwagen-Weltmeisterschaft (Platz 19)
- 1987: Supercup (Platz 3)
- 1988: Sportwagen-Weltmeisterschaft (Platz 36)
- 1988: Internationale Formel-3000-Meisterschaft (Platz 15)
- 1989: Le Mans 24h - IMSA Klasse (Platz 3)
- 1989: Deutsche Tourenwagen-Meisterschaft (Platz 32)
- 1989: Formel 1
- 1990: All Japan Sports Prototype Car Endurance Championship (Platz 11)
- 1990: Le Mans 24h - IMSA Klasse
- 1990: Sportwagen-Weltmeisterschaft
- 1990: Formel 3000 Japan (Platz 6)
- 1991: All Japan Sports Prototype Car Endurance Championship (Platz 6)
- 1991: Sportscar World Championship (Platz 16)
- 1991: Formel 3000 Japan (Platz 3)
- 1992: Le Mans 24h - C1 Klasse (Platz 4)
- 1992: IMSA-GTP-Serie
- 1992: All Japan Sports Prototype Championship (Platz 8)
- 1992: Sportwagen-Weltmeisterschaft (Platz 22)
- 1992: Formel 3000 Japan (Platz 4)

### Le-Mans-Ergebnisse
| Jahr | Team                  | Fahrzeug     | Teamkollege     | Teamkollege         | Teamkollege          | Platzierung | Ausfallgrund |
| ---- | --------------------- | ------------ | --------------- | ------------------- | -------------------- | ----------- | ------------ |
| 1987 | Porsche Kremer Racing | Porsche 962C | Kris Nissen     | Kunimitsu Takahashi |                      | Ausfall     | Motorschaden |
| 1989 | Mazdaspeed Co. Ltd.   | Mazda 767B   | Yōjirō Terada   | Marc Duez           |                      | Rang 12     |              |
| 1990 | Mazdaspeed Co. Ltd.   | Mazda 787    | Bertrand Gachot | Johnny Herbert      |                      | Ausfall     | Motorschaden |
| 1991 | Mazdaspeed Co. Ltd.   | Mazda 787B   | Bertrand Gachot | Johnny Herbert      |                      | Gesamtsieg  |              |
| 1992 | Mazdaspeed Co. Ltd.   | Mazda MXR-01 | Bertrand Gachot | Johnny Herbert      | Maurizio Sandro Sala | Rang 4      |              |

### Einzelergebnisse in der Sportwagen-Weltmeisterschaft
| Saison | Team                         | Rennwagen             | 1   | 2   | 3   | 4   | 5   | 6   | 7   | 8   | 9   | 10  | 11  |
| ------ | ---------------------------- | --------------------- | --- | --- | --- | --- | --- | --- | --- | --- | --- | --- | --- |
| 1985   | Joest Racing                 | Porsche 956           | MUG | MON | SIL | LEM | HOK | MOS | SPA | BRH | FUJ | SEL |     |
| 1985   | Joest Racing                 | Porsche 956           |     |     |     |     | DNF |     |     | 6   |     |     |     |
| 1986   | Cosmic Rancing Kremer Racing | March 84G Porsche 962 | MON | SIL | LEM | NÜN | BRH | JER | NÜR | SPA | FUJ |     |     |
| 1986   | Cosmic Rancing Kremer Racing | March 84G Porsche 962 |     |     |     |     |     |     | 10  | 12  | 4   |     |     |
| 1987   | Kremer Racing                | Porsche 962           | JAR | JER | MON | SIL | LEM | NÜN | BRH | NÜR | SPA | FUJ |     |
| 1987   | Kremer Racing                | Porsche 962           | 4   | 2   |     | DNF | DNF | DNF | 6   | 14  | DNF | DNF |     |
| 1988   | Kremer Racing                | Porsche 962           | JER | JAR | MON | SIL | LEM | BRÜ | BRH | NÜR | SPA | FUJ | SAN |
| 1988   | Kremer Racing                | Porsche 962           |     | 5   | 6   |     |     |     |     | 10  |     | DNF |     |
| 1990   | Team Salamin                 | Porsche 962           | SUZ | MON | SIL | SPA | DIJ | NÜR | DON | MOT | MEX |     |     |
| 1990   | Team Salamin                 | Porsche 962           | 10  |     |     |     |     |     |     |     |     |     |     |
| 1991   | Mazdaspeed                   | Mazda 787B            | SUZ | MON | SIL | LEM | NÜR | MAG | MEX | AUT |     |     |     |
| 1991   | Mazdaspeed                   | Mazda 787B            | 1   |     |     |     |     |     |     |     |     |     |     |
| 1992   | Mazdaspeed                   | Mazda MXR-01          | MON | SIL | LEM | DON | SUZ | MAG |     |     |     |     |     |
| 1992   | Mazdaspeed                   | Mazda MXR-01          | DNF |     | 4   |     |     |     |     |     |     |     |     |